# Liste des championnes du monde poids super-mouches de boxe anglaise
La liste des championnes du monde poids super-mouches de boxe anglaise regroupe les championnes du monde de boxe anglaise de la catégorie des poids super-mouches reconnues par les organisations suivantes :
- La WBA (World Boxing Association), fondée en 1921 et succédant à la NBA (National Boxing Association) en 1962,
- La WBC (World Boxing Council), fondée en 1963,
- L'IBF (International Boxing Federation), fondée en 1983,
- La WBO (World Boxing Organization), fondée en 1988.

Mise à jour : 1er décembre 2022

## WBA
| Gain du titre    | Perte du titre   | Championne             | Défenses |
| ---------------- | ---------------- | ---------------------- | -------- |
| 28 février 2005  | 2006             | Yazmín Rivas (en)      | 0        |
| 7 octobre 2006   | 9 octobre 2007   | Ha-Na Kim              | 2        |
| 9 octobre 2007   | 26 février 2009  | Xiyan Zhang            | 0        |
| 26 février 2009  | 9 juillet 2012   | Tenkai Tsunami (en)    | 4        |
| 9 juillet 2012   | 13 novembre 2013 | Naoko Yamaguchi        | 2        |
| 13 novembre 2013 | 2015             | Naoko Fujioka (en)     | 2        |
| 15 avril 2016    | 19 mai 2018      | Linda Laura Lecca (en) | 2        |
| 19 mai 2018      | 24 juin 2022     | Maribel Ramírez (en)   | 2        |
| 24 juin 2022     |                  | Clara Lescurat         | 1        |

## WBC
| Gain du titre    | Perte du titre   | Championne                     | Défenses |
| ---------------- | ---------------- | ------------------------------ | -------- |
| 28 juin 2005     | 2006             | Myung Ok Ryu                   | 1        |
| 7 octobre 2006   | 19 octobre 2007  | Ana María Torres (en)          | 1        |
| 19 octobre 2007  | 2008             | Myung Ok Ryu                   | 1        |
| 30 août 2008     | 17 mai 2012      | Ana María Torres (en)          | 11       |
| 24 novembre 2012 | 13 mai 2017      | Zulina Muñoz (en)              | 10       |
| 13 mai 2017      | 12 décembre 2020 | Guadalupe Martínez Guzmán (en) | 4        |
| 12 décembre 2020 | 1er octobre 2022 | Lourdes Juárez (en)            | 3        |
| 1er octobre 2022 |                  | Asley Gonzalez Macias          | 0        |

## IBF
| Gain du titre     | Perte du titre    | Championne             | Défenses |
| ----------------- | ----------------- | ---------------------- | -------- |
| 28 octobre 2011   | 2012              | Simona Galassi (en)    | 1        |
| 24 novembre 2012  | 14 septembre 2018 | Débora Dionicius (en)  | 12       |
| 14 septembre 2018 | 2020              | Jorgelina Guanini (en) | 1        |
| 30 janvier 2021   |                   | Micaela Luján (en)     | 2        |

## WBO
| Gain du titre     | Perte du titre   | Championne                   | Défenses |
| ----------------- | ---------------- | ---------------------------- | -------- |
| 17 décembre 2010  | 2013             | Carolina Raquel Duer (en)    | 6        |
| 4 janvier 2014    | 2017             | Daniela Romina Bermúdez (en) | 3        |
| 10 mars 2018      | 2019             | Raja Amasheh                 | 1        |
| 18 janvier 2019   | 2019             | Amanda Serrano               | 0        |
| 19 juin 2019      | 13 décembre 2020 | Miyo Yoshida (en)            | 1        |
| 13 décembre 2020  | 29 juin 2021     | Tomoko Okuda (en)            | 0        |
| 29 juin 2021      | 30 mai 2022      | Miyo Yoshida (en)            | 0        |
| 30 mai 2022       | 2022             | Tamao Ozawa                  | 0        |
| 1er décembre 2022 |                  | Mizuki Hiruta                | 0        |